# シャーロット・ブロンテ

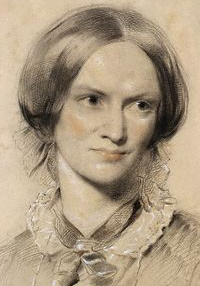
シャーロット・ブロンテの肖像（ジョージ・リッチモンド画、1850年）

シャーロット・ブロンテ（Charlotte Brontë、1816年4月21日 - 1855年3月31日）は、イギリスの小説家。ヨークシャーのソーントン生れ。
ブロンテ三姉妹の長姉。当時の社会通念に反逆した同名の女性を描いた『ジェーン・エア』で反響を呼んだ（カラー・ベルの筆名で刊行）。ほかに自伝的な『ヴィレット』などがある。

## 生涯
1816年4月21日、イギリスのヨークシャーのソーントンに、牧師パトリック・ブロンテと妻のマリア・ブランウェルの三女として生まれた。パトリックは子供たちを気遣い、その成長に深い関心を寄せる、愛情深い父親だったと言われる。1820年にパトリックはハワースの牧師に任命されて牧師館に移り、翌年の1821年に母マリアが癌で危篤状態になり、マリアの姉、シャーロットにとっては伯母のエリザベス・ブランウェルがペンザンスから来て看病に当たった。マリアは9月に38歳で死去し、ブランウェル伯母がハワースに留まり、育児と家事を行った。
1824年8月、姉2人と2歳下の妹エミリーと共にランカシャーのカウアン・ブリッジ校に入学する。同年、パトリックは年配の未亡人タビサ・アクロイドを牧師館の使用人として雇い、彼女は以降30年に渡って一家を支え、愛された。
カウアン・ブリッジ校の施設は環境が劣悪であり、姉2人は寄宿舎の不衛生が原因で肺結核にかかり、1825年に11歳と10歳で死去した。この学校は『ジェーン・エア』のローウッド学院のモデルであり、ローウッド学院の不衛生な管理、粗末な食べ物によるひもじさは実体験に基づいている。また、『ジェーン・エア』のヘレン・バーンズのモデルは４歳下の末妹アンであったことを、シャーロットは示唆している。
シャーロットとエミリーは家に呼び戻され、そのまま学校には戻らず、きょうだいは牧師館で一緒に過ごし、パトリックとブランウェル伯母の教育を受け、読書や遊びを行う生活が5年半続いた。きょうだいは幅広い読書を行い、特に政治や文学についての論評など多彩な読み物が掲載された「ブラックウッズ・マガジン」を愛読し、知的刺激を受けた。シャーロットは1歳下の弟ブランウェル（パトリック・ブランウェル）とのシェアード・ワールドのファンタジー「アングリア物語」など、多くの詩や戯曲を書く。ブロンテ家にはあまり貯えがなく、シャーロットは年長者として一家の家計を助けなければという義務感から、1831年より私塾で1年半学び、1835年にロウ・ヘッド・スクールに教師として赴任した。シャーロットは教師の仕事に忙殺されてフラストレーションを募らせ、ブランウェルが「アングリア物語」を主導した。シャーロットとブランウェルは文学で身を立てようと考え、シャーロットは1837年に桂冠詩人のロバート・サウジーに詩を添えて手紙を送り、評価されたが、「文学は、女性の一生の仕事にはなりえないし、そうであってはならない」と忠告を受けた
その後家庭教師として各地を転々とする。牧師館に戻ると妹と相談し私塾を開くことを計画し、エミリーとともに1842年、ベルギーのブリュッセルにあるエジェ寄宿学校へ留学。一時期伯母の死のためにイギリスに戻るが、エミリーを残して再びブリュッセルに戻った。だがエジェ寄宿学校の学長の夫に恋慕を抱いてしまい、1年足らずで帰国。その後私塾を開くが、入塾希望者は現れなかった。

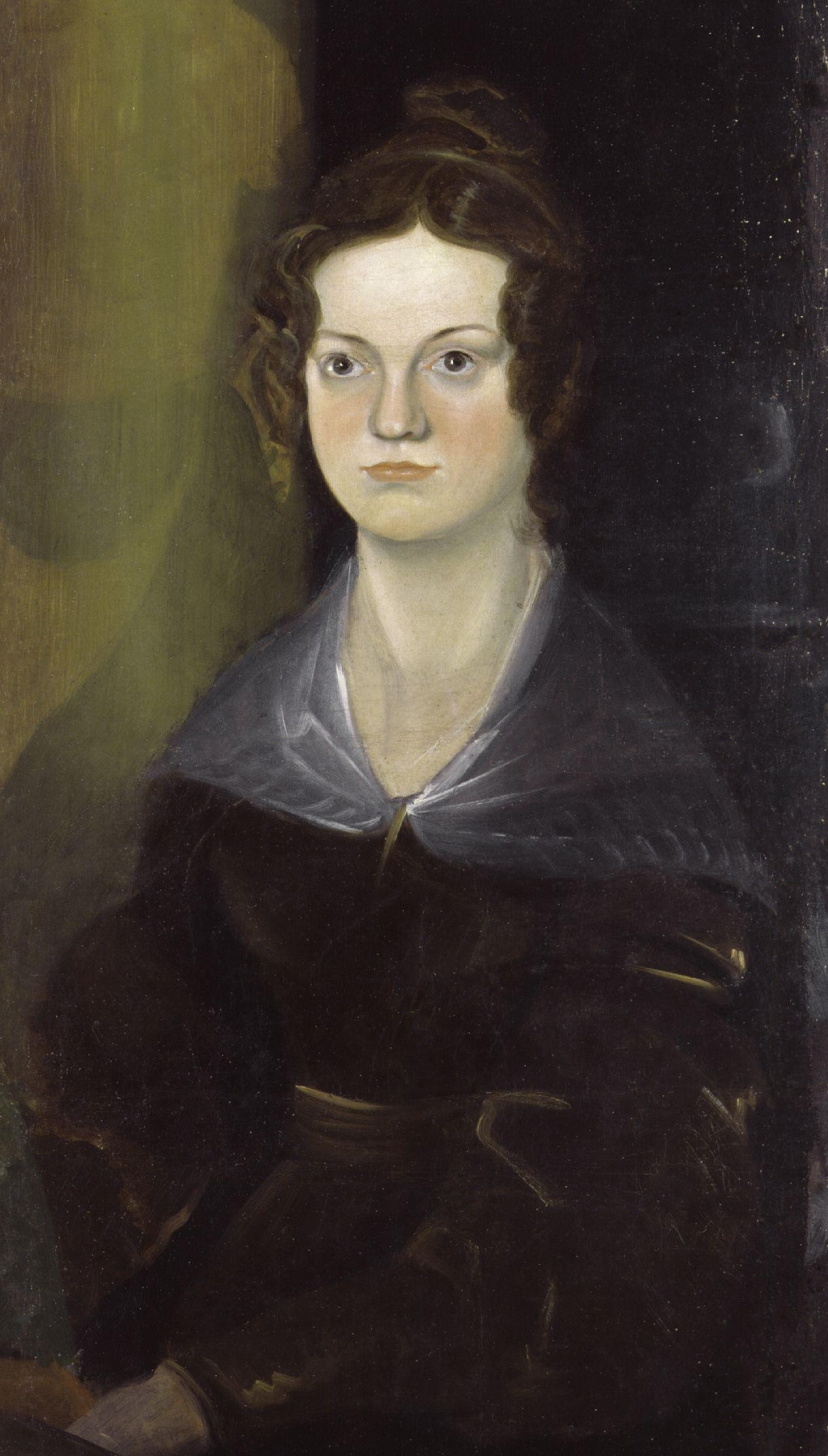
ブランウェル画、1848年

1846年5月、男性風のカラー・ベルの筆名で、3姉妹共同の詩集『カラー、エリス、アクトン・ベルの詩集』を出版する。2部しか売れなかったが、3人は小説を書き始め、シャーロットは「教授」を完成させた。この作品は出版社に受け取ってもらえなかったが（死後出版）、父の看病の合間に第2作「ジェーン・エア」を執筆し、1847年10月にカラー・ベルの筆名で刊行。社会に反抗する同名の女主人公は大反響を呼び、その名前を広く知られるようになった。しかし翌年、ブランウェルが31歳で死亡すると、同じ年の末にエミリーも30歳で死亡。さらに翌年にはアンも倒れ、29歳で没した。
ロンドンに出るように誘われるようになると、身元を明らかにし、エリザベス・ギャスケルやウィリアム・サッカレーらと交わった。作品も『シャーリー』（1849年）、『ヴィレット』（1853年）などを発表、1854年6月に副牧師のアーサー・ベル・ニコルズと結婚した。だが妊娠中に妊娠中毒症にかかり、1855年3月31日、「エマ」を未完のまま胎内の子供と共に死去した。38歳没。6人姉弟の中で最も長く生きたが、いずれも子孫を残さず早世したため、彼女の死によってブロンテ家は断絶した。

長い間シャーロット・ブロンテの写真だと思われてきた、親友のエレン・ナッシーの写真

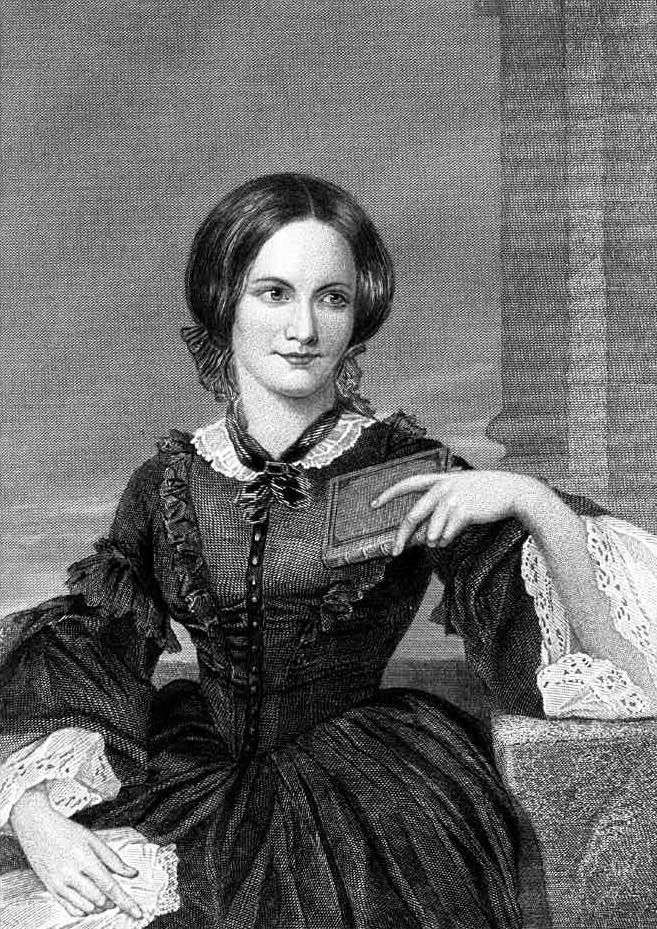
ジョージ・リッチモンドの絵を元に死後描かれた、理想化された肖像、1873年

友人エリザベス・ギャスケルによる伝記『シャーロット・ブロンテの生涯』がある。ギャスケルは、父パトリックを人間嫌いで、子供たちへの興味の薄い人物として描いたが、彼女が収集したパトリックの情報には誤りも多く混ざっており、実像とは異なると言われる。

## 作品一覧
若年期の作品
- A Book of Ryhmes （1829年。豆本）[10]
- ヤング・メンズ・マガジン（英語版） 1 – 3 （1830年8月。豆本）[11][12]
- The Bridal（婚礼。1832年[13]）
- The Secret（秘密。1833年[14]）
- High Life in Verdopolis（ヴェルドポリスの上流社会。1834年[14]）
- The Spell（呪い。1834年[14]）[15]:146
- Lily Hart[15]:157
- The Foundling[16]
- Albion and Marina（アルビオンとマリーナ）[15]:129
- Tales of the Islanders（島人たちの物語）[17]
- Tales of Angria （アングリア物語。1838年 – 1839年執筆。5つの短編小説を含む幼年期とヤングアダルト期の作品のコレクション。）
  - Mina Laury[15]:119
  - Stancliffe's Hotel[15]:166
  - The Duke of Zamorna
  - Henry Hastings[15]:15,100
  - Caroline Vernon[15]:46
  - The Roe Head Journal Fragments[15]:147
  - Farewell to Angria（アングリアよさらば）[18]

『The Green Dwarf, A Tale of the Perfect Tense』は、「グラス・タウン」と「アングリア物語」の中編小説で、1833年にチャールズ・アルバート卿フロリアン・ウェルズリー（Lord Charles Albert Florian Wellesley。一連の物語の主人公格のひとりウェリントン公爵長子アーサー・ウェルズリーの弟で、皮肉屋な語り手）の名をペンネームに書かれた作品。ウォルター・スコットの影響が見られ、シャーロットがそれまでのゴシック様式に手を加えたことから、クリスティン・アレクサンダーはこの作品で、「（シャーロット・）ブロンテはゴシック様式そのものに飽きていたことが明らかだ」とコメントしている。
「1839年末、（シャーロット・）ブロンテは『Farewell to Angria（アングリアよさらば）』と呼ばれる原稿で、ファンタジー世界に別れを告げた。彼女は、現実世界に留まるより、イマジネーションの世界に逃げ込むことを、ますます好むようになり、自分が狂ってしまうのではないかと恐れるようになったため、（ファンタジー世界の）キャラクターや情景、題材に別れを告げたのである。（中略）彼女は「友人たち」から自分を引き離し、未知の世界に足を踏み入れた時に感じた痛みについて綴った。」
小説
- ジェーン・エア（Jane Eyre、1847年）
- シャーリー（Shirley、1849年）
- ヴィレット（Villette、1853年）
白水Uブックス（上・下、2019年）‐ 青山誠子訳[23]、
- 教授（The Professor、1857年）

詩
- カラー、エリス、アクトン・ベルの詩集

### 日本語版全集
- 『ブロンテ全集』（みすず書房 全12巻）- シャーロット単著は6巻分
- 『シャーロット・ブロンテ書簡全集／註解』（彩流社 全3巻、2009年）
- 『ブロンテ姉妹エッセイ全集　ベルジャン・エッセイズ』（彩流社、2016年）